# Aaron Thomas
Aaron Thomas (Cincinnati, 3 dicembre 1991) è un cestista statunitense, professionista in NBDL e in Europa. Attualmente veste la maglia della NPC Rieti.